# Niklas Westring
Niklas Westring (* 13. November 1797 in Göteborg; † 28. Januar 1882) war ein schwedischer Entomologe und Arachnologe.
Hauptberuflich war Westring ab 1816 am Zollamt in Göteborg und dort 1834 bis 1856 Zollverwalter.
Er ist für sein Buch Araneae suecicae descriptae bekannt, in dem er 308 einheimische schwedische Spinnenarten beschrieb. Davon waren 124 schon seinen Vorgängern Carl von Linné, Carl De Geer und Carl Jakob Sundevall bekannt.
Er war 1840 bis 1874 im Vorstand des Museums von Göteborg und Mitglied der Königlichen Gesellschaft der Wissenschaften in Göteborg (1843) und der Königlich Schwedischen Akademie der Wissenschaften (1863).

## Schriften
- Araneae suecicae descriptae, 1860
- Anvisning att ändamalsenligt insamla och conservera arachnider, förnämligast med afseende pa spindlarne, 1858 (Anweisung zum Sammeln und Konservieren von Spinnen)